# Saint-Paul, Corrèze
Saint-Paul là một xã thuộc tỉnh Corrèze trong vùng Nouvelle-Aquitaine miền trung Pháp.